# شمشیربازی در المپیک تابستانی ۲۰۱۶ – سابر زنان
سابر زنان (انگلیسی: Fencing at the 2016 Summer Olympics – Women's sabre) یک رقابت شمشیربازی در بازی‌های المپیک تابستانی ۲۰۱۶ ریو دو ژانیرو بود که در ۸ اوت در سالن ورزشی کاریوکا آرنا ۳ برگزار شد.